# Eupatorina
Eupatorina é um género botânico pertencente à família Asteraceae.